# St-Martin (Allas-Bocage)

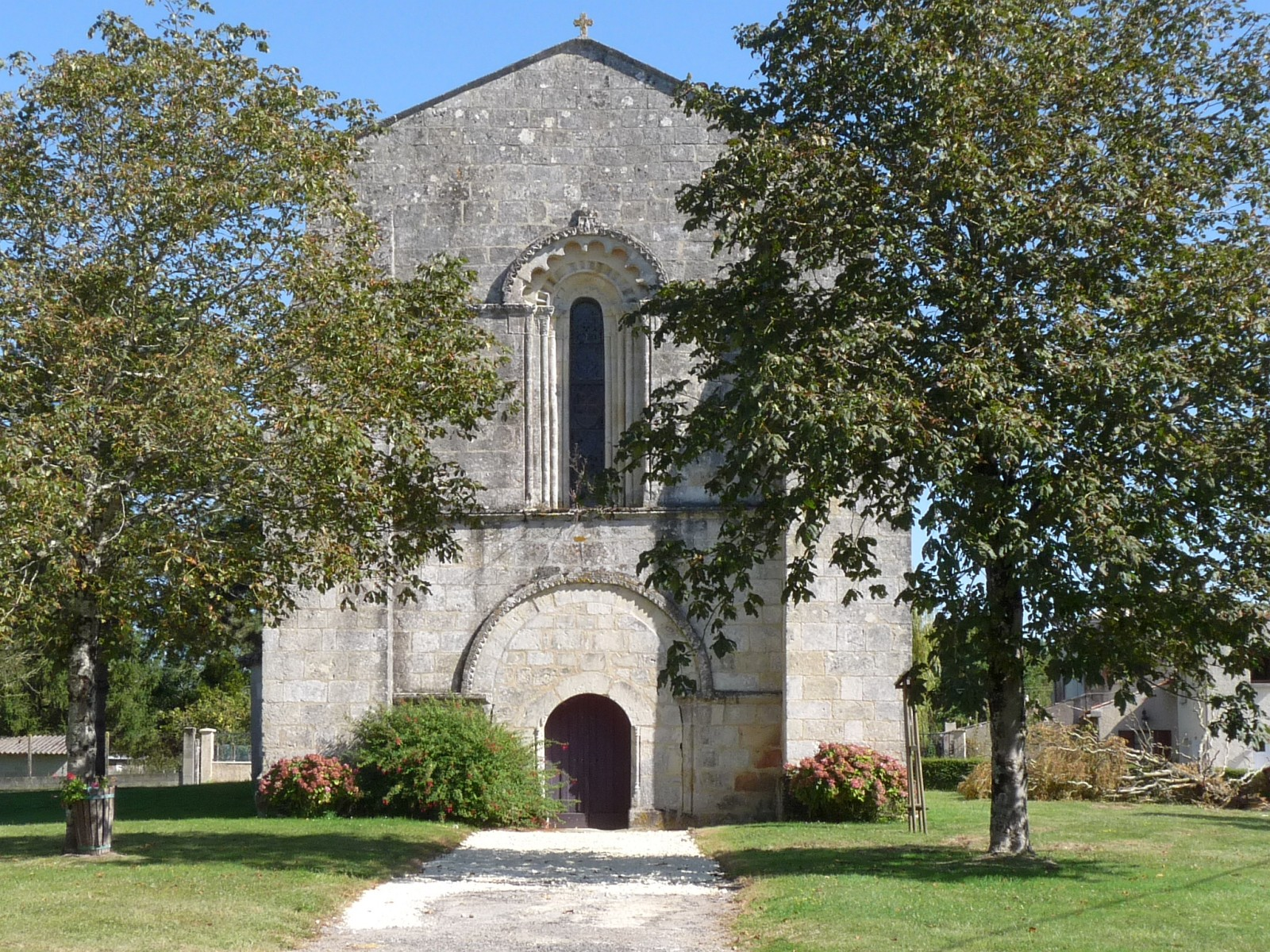
Westfassade der Kirche St-Martin in Allas-Bocage

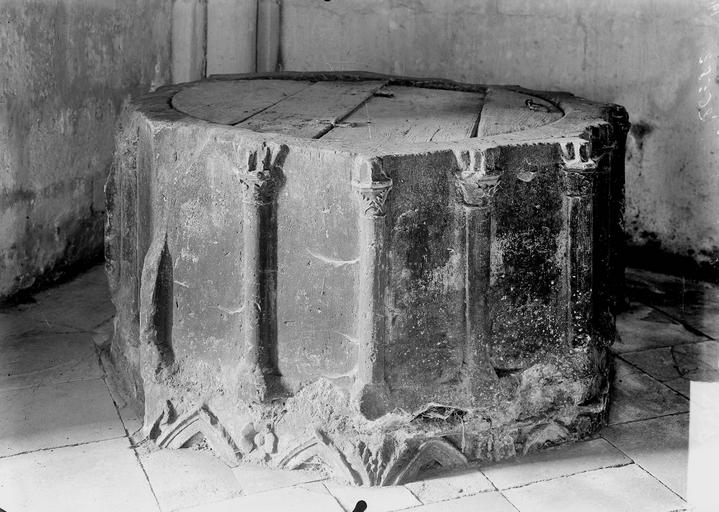
Gotisches Taufbecken aus dem 15. Jahrhundert

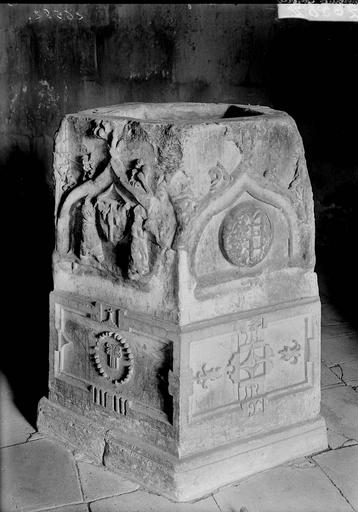
Gotisches Weihwasserbecken aus dem 15. Jahrhundert

Die Kirche St-Martin in Allas-Bocage, einer französischen Gemeinde im Département Charente-Maritime in der Region Nouvelle-Aquitaine, wurde im 12. Jahrhundert errichtet. Die romanische Kirche wurde im Jahr 1986 als Monument historique (Baudenkmal) klassifiziert.

## Geschichte und Beschreibung
Die Pfarrei gehörte bis 1801 zum Bistum Saintes und kam nach dessen Auflösung zum Bistum La Rochelle-Saintes.
Aus romanischer Zeit ist das Chorhaupt und die Westfassade erhalten, das Kirchenschiff wurde im 14. Jahrhundert erhöht. Der Glockenturm stammt aus dem 17. Jahrhundert. Vom romanischen Turm, der in der Saintonge traditionell zwischen dem Schiff und Chor stand, sind an der Südseite noch Reste des quadratischen Turmunterbaus erhalten.
Der Saalbau ohne Querhaus besitzt einen großen Chor mit einer Apsiskalotte. Das Kirchenschiff und der Chor werden außen von Strebepfeilern gegliedert. Über dem rundbogigen Portal ist ein hohes Lanzettfenster mit schmuckvoller Rahmung zu sehen.
Die Flachdecke des Langhauses stammt aus dem 19. Jahrhundert. Die romanischen Kapitelle im Chor sind mit Tier- und Pflanzenmotiven skulptiert.

## Ausstattung
- Gotisches Taufbecken aus dem 15. Jahrhundert, Monument historique seit 1908
- Ölgemälde mit der Darstellung der Kreuzigung Christi aus dem 17./18. Jahrhundert, Monument historique seit 1995
- Altar aus dem 18. Jahrhundert, Monument historique seit 2004
- Bronzene Glocke, gegossen 1618, Monument historique seit 1908
- Grab aus dem Jahr 1261, Monument historique seit 1908
- Weihwasserbecken aus dem 15. Jahrhundert, Monument historique seit 1908
- Kommunionbank mit Eisengitter aus dem 18. Jahrhundert, Monument historique seit 2004